# Thatcher (Utah)
Thatcher – jednostka osadnicza w Stanach Zjednoczonych, w stanie Utah, w hrabstwie Box Elder.